# Cimetière de Walnut Hills (Brookline, Massachusetts)
Le cimetière de Walnut Hills est un cimetière historique sur Grove Street et Allandale Road à Brookline, dans le Massachusetts. Il s'étend sur 45,26 acres (18 ha), avec des arbres matures et des affleurements de poudingue, et a été créé en 1875, dans le style de cimetière rural. De nombreux citoyens de la ville, y compris le célèbre architecte H. H. Richardson, y sont enterrés. Le cimetière est inscrite sur le Registre national des lieux historiques en 1985.

## Description et histoire
Le cimetière de Walnut Hills est situé dans le sud de Brookline, au sud de l'intersection de Grove Street et d'Allandale Road. Son entrée principale est à cette jonction, avec une entrée secondaire à une courte distance à l'ouest sur Grove Street. Il est bordé au sud et à l'ouest par des zones résidentielles. Couvrant environ 45 acres (18 ha), le cimetière est caractérisé par des collines, avec parfois des pentes abruptes et des plantations matures. Des routes pavées et non pavées et des chemins courent à travers le cimetière, en suivant les contours du terrain.
Les installations du cimetière comprennent une tombe de réception, construit en 1901, selon une conception d'Alexander Wadsworth Longfellow, Jr, Le groupe de bâtiments de services publics, y compris une écurie et un hangar, ont été conçus par Guy Lowell (qui est enterré ici) et construit en 1901 ; Lowell est également le concepteur probable du chalet du surintendant qui se trouve près de l'entrée secondaire.
En 1874, la ville de Brookline autorise l'achat de 30 acres (12 ha) pour un nouveau cimetière, alors que son vieux cimetière est complet. La ville a conservé deux jardiniers paysagistes, Ernest Bowditch et Franklin Copeland, pour superviser sa mise en place. L'essentiel de la conception de son réseau de voies et de chemins est à porter au crédit de Bowditch. Le cimetière a été agrandi de 1 acres (0,4 ha) en 1918, et de 14 acres (6 ha) en 1926 pour atteindre sa taille actuelle. Les premières parties du cimetière sont remplies principalement de pierres tombales en granit, souvent avec des figures symboliques. En 1886, le cimetière a édicté de nouvelles règles strictes, exigeant l'utilisation de l'ardoise et le respect des restrictions dimensionnelles. Ces règles ont ensuite été assouplies afin de permettre l'utilisation du granit sombre de Quincy, et ensuite d'autres formes de granit.

### Personnalités notables inhumées
Plusieurs personnes d'importance locale et nationale sont enterrés ici. H. H. Richardson, un architecte d'envergure nationale et résident de Brookline, est enterré ici, comme le sont Guy Lowell. Charles Sprague Sargent, un autre résident de Brookline enterré ici, a été le fondateur et premier dirigeant de l'arboretum Arnold de Boston. John Charles Olmsted, le fils du célèbre architecte paysagiste Frederick Law Olmsted et aussi architecte paysagiste, est enterré ici.
- Godfrey Lowell Cabot (1861-1962), industriel et philanthrope[2]
- William Bosworth Castle (1897-1990), médecin et physiologiste[2]
- Jane "Jennie" Collins (1828-1887), réformatrice américaine du travail, humanitaire et suffragette[3]
- Sears Gallagher (1869–1955), artiste[2]
- Thomas Hammond Talbot (1823-1907), brigadier général breveté de l'armée de l'Union.
- George Bernays Wislocki, (1892-195), anatomiste[2]